# Regla OZI
En física de partícules, la regla d'OZI (o regla Okubo-Zweig-Iizuka) és una condició predita per la teoria de la interacció forta, cromodinàmica quàntica (QCD) per a explicar per què certs modes de desintegració d'hadrons apareixen menys freqüentment del que hom podria esperar simplement per arguments de massa de les partícules "filles". La regla va ser proposada independentment per Susumu Okubo, George Zweig i Jugoro Iizuka en els anys 1960. La regla afirma que qualsevol procés mediat per la interacció forta té una probabilitat reduïda d'ocórrer quan, després d'eliminar tota línia interna de gluons, els seus diagrames de Feynman poden ser separats en dos diagrames desconnectats: l'un contenint totes les partícules de l'estat inicial i l'altre totes les de l'estat final.
Un exemple de decaïment suprimit és el del mesó fi en pions: φ → π+ + π− + π0 . S'esperaria que aquest canal de desintegració dominés sobre d'altres, com φ → K+ + K− , amb valors-Q molt més baixos. En canvi el meso φ decau en kaons amb una probabilitat del 84%, tot confirmant que la seva desintegració en pions és suprimida.
La regla d'OZI pot ser en part explicada com a deguda a la dependència de la desintegració en la constant d'acoblament de la QCD (αs). En els canals suprimits per la regla OZI, el procés té 3 gluons i la seva probabilitat és proporcional a αs3 mentre que els no-suprimits són proporcionals a αs² que és un nombre ≈3 vegades menys petit (car αs ≈ 0.3).
Una altra explicació de la regla d'OZI ve del límit de la teoria de la QCD per a un gran nombre de colors (Nc). Els processos suprimits de tipus OZI tenen un nombre superior de bucles de fermions independents comparats amb els processos no suprimits, i els seus diagrames de Feynman associats són suprimits per un factor 1⁄Nc pel nombre de bucles.
Un explicació més llunyana es pot donar a partir dels decaïments dels estats de charmonium (estat lligat de quark i antiquark encantats). Per a estats més lleugers que els mesons D carregats, la desintegració ha de tenir lloc de forma igual al cas dels tres pions mencionat més amunt, mitjançant tres gluons virtuals cadascú dels quals ha de tenir prou energia com per a produir un parell quark-antiquark. Però per sobre del llindar de producció de mesons D, els quarks de valència originals necessiten no anihilar-se, per tal de propagar-se fins als estats finals. En aquest cas, només dos gluons són requerits, els quals comparteixen l'energia del parell de quark-antiquark lleugers (u, d, s) que és produït espontàniament. Aquest cas te doncs una energia inferior que la dels tres gluons amb anihilació OZI suprimida. La supressió sorgeix d'ambdós fetsː els valors més petits de l'acoblament QCD a altes energies, així com el nombre més gran de vèrtexs d'interacció.